# 中田かつ子
中田 かつ子（なかだ かつこ、旧姓：小館、明治2年6月23日（1869年7月31日） - 明治44年（1911年）3月8日）は、ホーリネス教会の創始者、監督中田重治の最初の妻。ホーリネスの母と呼ばれた。

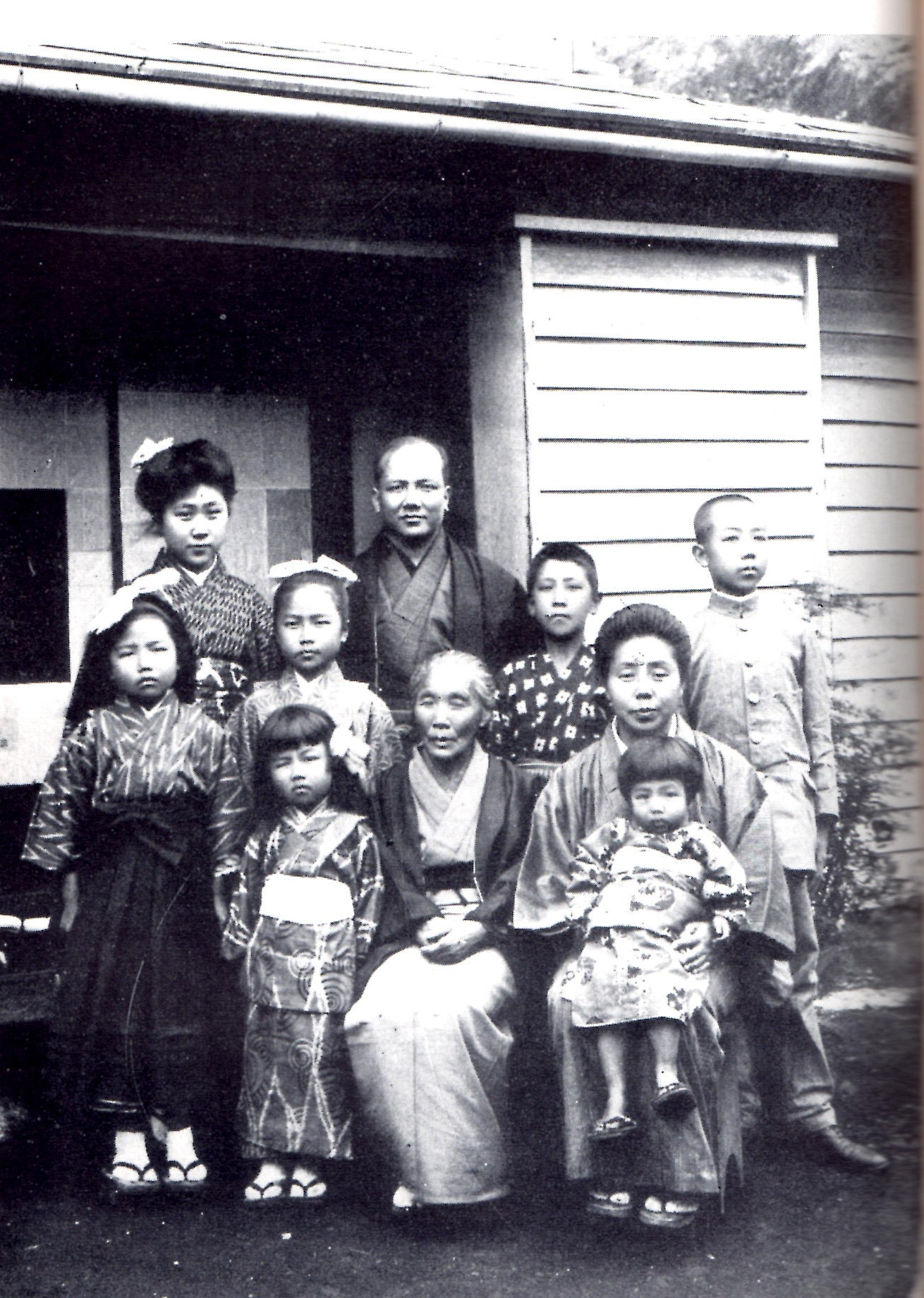
1910年頃の中田家

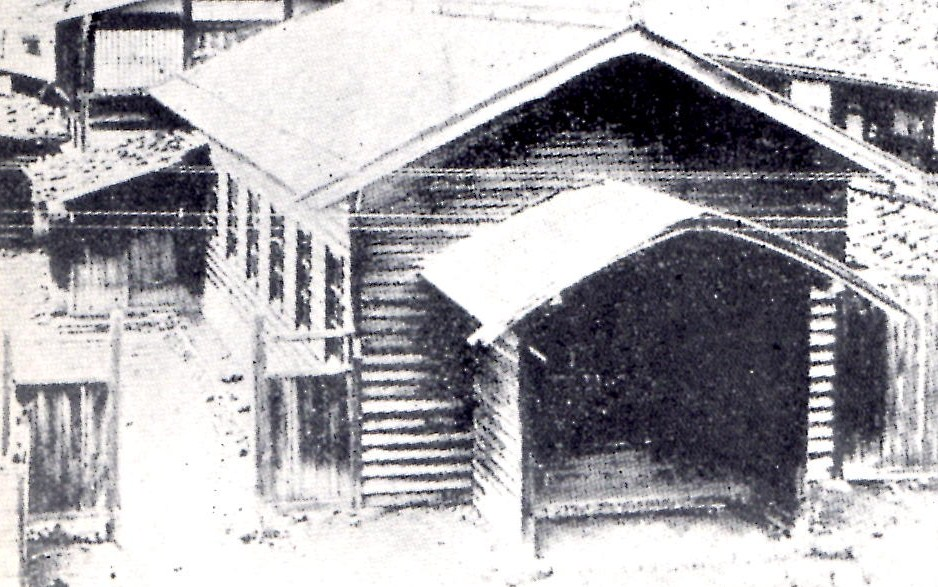
1880年頃の弘前教会

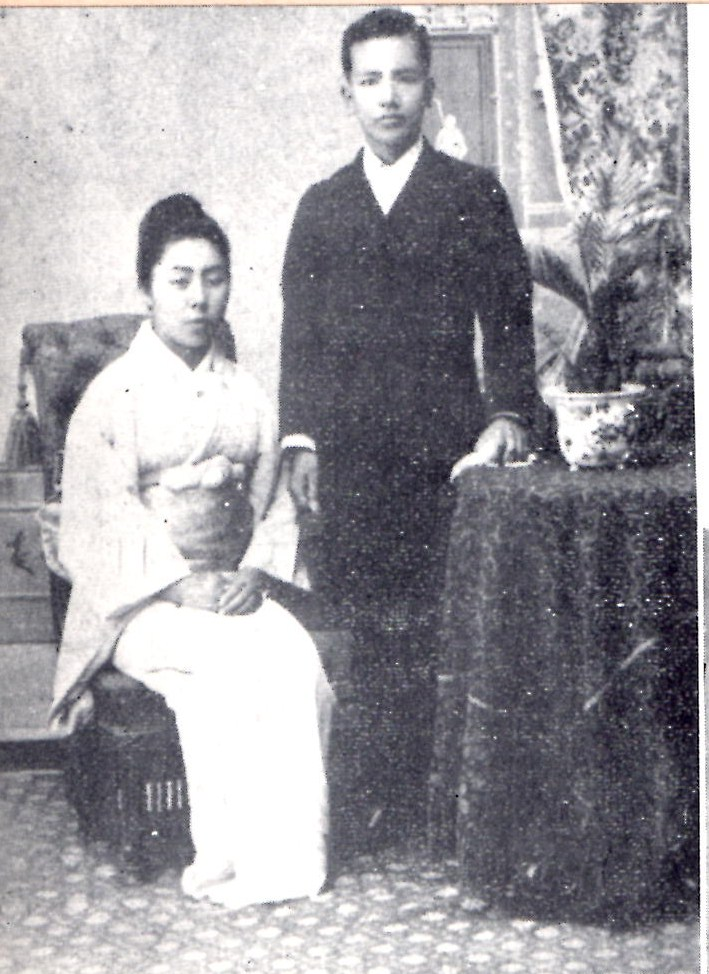
1894年頃、弘前のオギクボ・クワダ写真館の結婚記念写真の中田重治とかつ子

## 生涯
1869年6月23日、青森県弘前市若党町の五百石の旧弘前藩士の父小館仙之助と母クニの次女として生まれる。1885年に青森女子師範学校を卒業して、青森県師範学校雇教員で講壇に立った。1887年弘前市の来徳女学校で教えた。中田重治は来徳女学校の子使をしていた。この頃、相原英賢牧師に導かれて信仰を持ち、弘前教会に通うようになった。
1889年、女子高等師範学校に入学して女流教育者になろうと思って上京するが、人心が腐敗しているのを見て、伝道者になる決心をした。そこで、横浜市のメソジスト教会が経営する神学校である聖経女子学校で学んだ。この頃、東京英和学校で学んでいた中田重治が失恋事件を起こしたのを知って、本多庸一に自分の名前を告げないで懐中時計を中田に贈ることを依頼した。
1893年卒業して、故郷の弘前の婦人伝道師として任命され、山鹿元次郎牧師の元で伝道に励み、教会経営の貧民学校で教えて、教会員の相談相手として働いた。1894年中田重治が千島での伝道に疲れて弘前に帰省している時に、独身で伝道している中田にかつ子は深く同情した。それを、看取りして山鹿元次郎が結婚の話を進めた。8月に中田重治と小館かつ子は、山鹿牧師の司式の元、弘前教会で結婚式を挙げる。結婚式は質素に行われて、オルガンの奏楽は後の笹森宇一郎夫人となるとし子が行った。
結婚後二人で千島に渡り、択捉島で経済的窮乏に耐えながら伝道した。1895年択捉島で長男を出産する。住所の沙那に因んで左内と名づけるが発育不全で、風土病で死亡する。かつ子も風土病で重態になる。中田夫妻は択捉島を離れて、秋田県の大館に転任する。大館で次男中田羽後が生まれる。1997年ムーディ聖書学院で学ぶために渡米した、留守を弘前で中田久吉家族と過ごす。
1910年12月初旬より、葡萄状妊娠で貧血を起こして衰弱した。1911年3月8日腹膜炎を併発して死去する。3月9日午後、東京聖書学院講堂で清水俊蔵の司式により葬儀が執行された。遺骸は青山墓地に埋葬された。後に、夫重治と共に多磨霊園の中田家の墓に改葬された。

## 伝記
- 野辺地天馬『かくれたる創立者（中田かつ子小伝）』